# 도루강
도루강(포르투갈어: Douro) 혹은 두에로강(스페인어: Duero)은 이베리아반도의 가장 주요한 강 중 하나다. 스페인과 포르투갈의 국경을 가르는 역할을 하기도 하며 총 길이는 897 km이다. 그 중 112km가 양국의 국경선에 포함된다. 포르투갈 쪽에서는 소형선으로 관광이 가능하다. 스페인을 지나 포르투갈을 통해 흘러들어가기 때문에 각국의 명칭이 혼재하며 포르투에서 대서양으로 빠진다.
도루라는 이름은 켈트어파에서 유래한 것으로 추정된다. 로마 제국의 지배 동안 굳어진 것으로 보이는데 웨일스어에서 dwr는 물을 의미하며 그 뿌리는 켈트어 *dubro-이다.
스페인 쪽에서 도루강은 카스티야레온 지방의 대다수를 관통하는데 소리아, 알마산, 사모라 등을 가로지른다. 강을 흘러가면서 여러 지류가 합류하기도 하며 대표적인 것은 피수에르가 강이다.
강변에는 산맥 지형이 있어 반건조 평원이 나타나기도 하는데 밀 경작지로 쓰인다. 아란다 데 두에로라는 지역에서는 포도를 키우면서 포도주를 주조하기도 한다. 양 방목도 아주 중요한 산업으로 강변의 언덕가 등지에서 널리 행해진다.
특별히 두 나라의 국경선에서는 좁은 협곡 지형이 많이 나타나 국경선을 정함과 동시에 언어적 차이를 야기하기도 했다. 이 지역을 국제 도루강 공원(International Douro Natural Park)으로 부른다.
최근 들어 포르투갈 북쪽 지방에서는 도루강을 주제로 한 휴양지가 각광 받고 있다. 강 상류의 계곡 지대는 나들이 장소로 지역 주민에게도 이미 알려져 있다. 포르투갈의 제2도시인 포르투가 가장 대표적인 인근 도시이며, 도루강을 낀 포르투 구시가지와 포르투갈 상류 계곡의 와인 생산지는 유네스코 세계문화유산으로 지정되었다.

## 갤러리

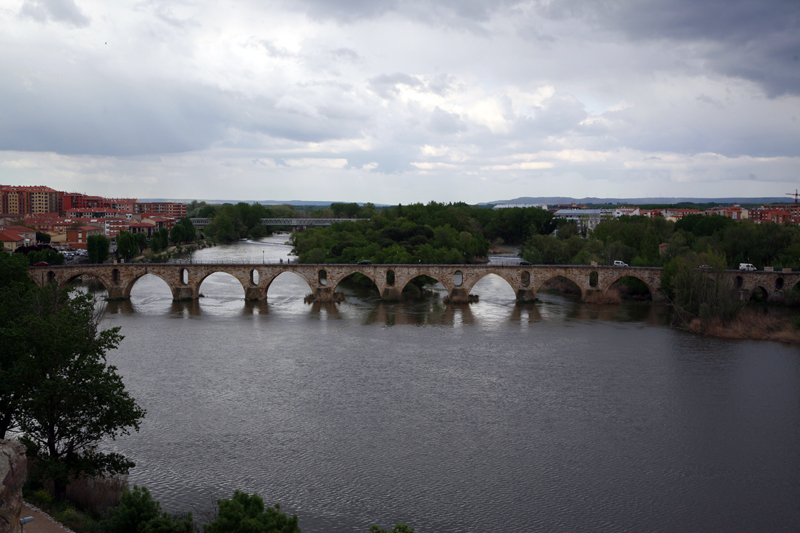
스페인 사모라에서 본 도루강
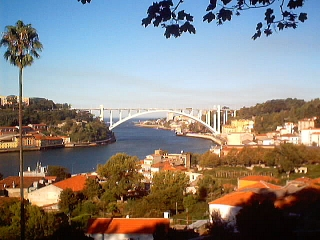
서쪽을 바라보는 강 하구의 모습
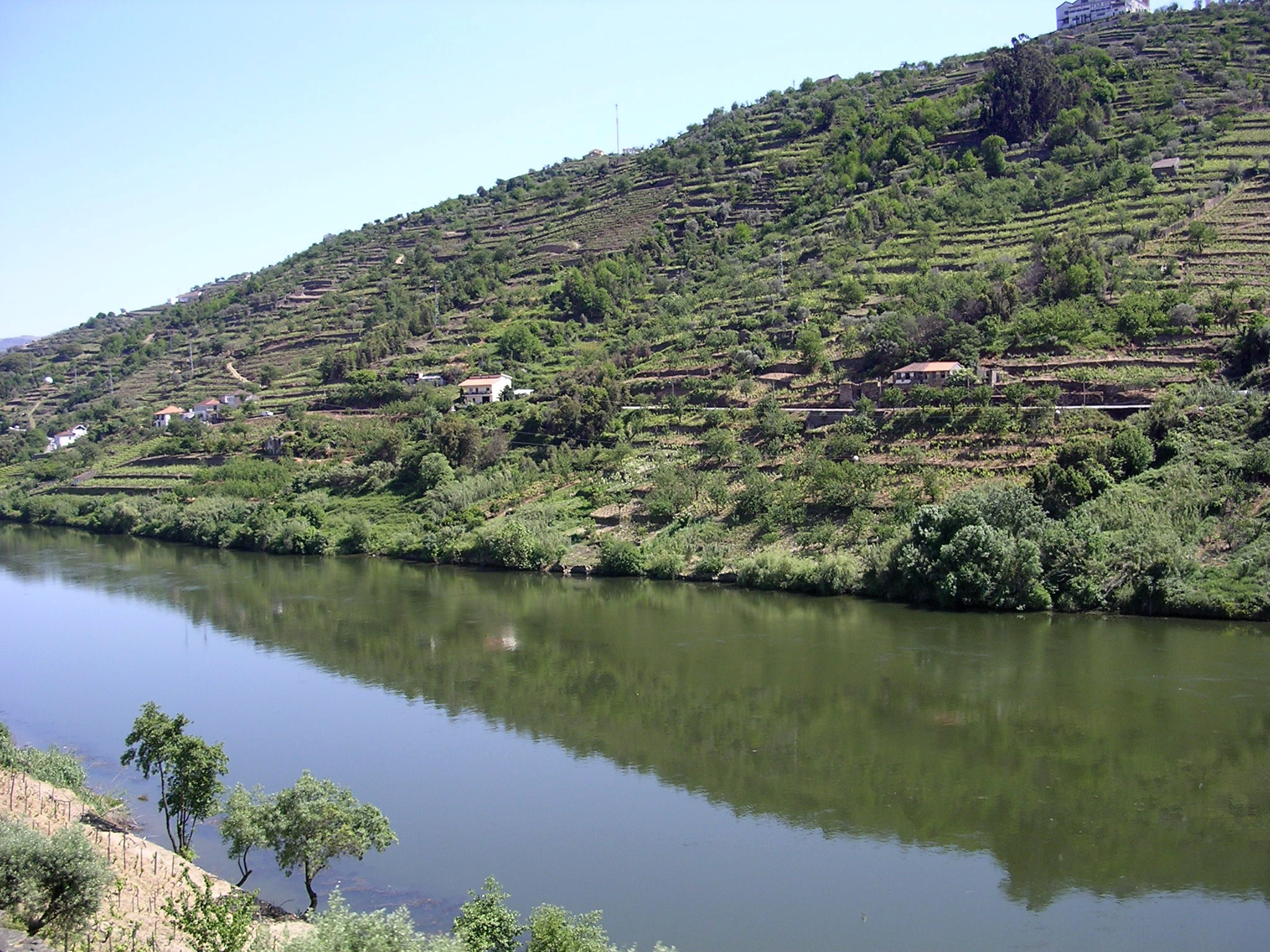
도루강 계곡의 포도밭
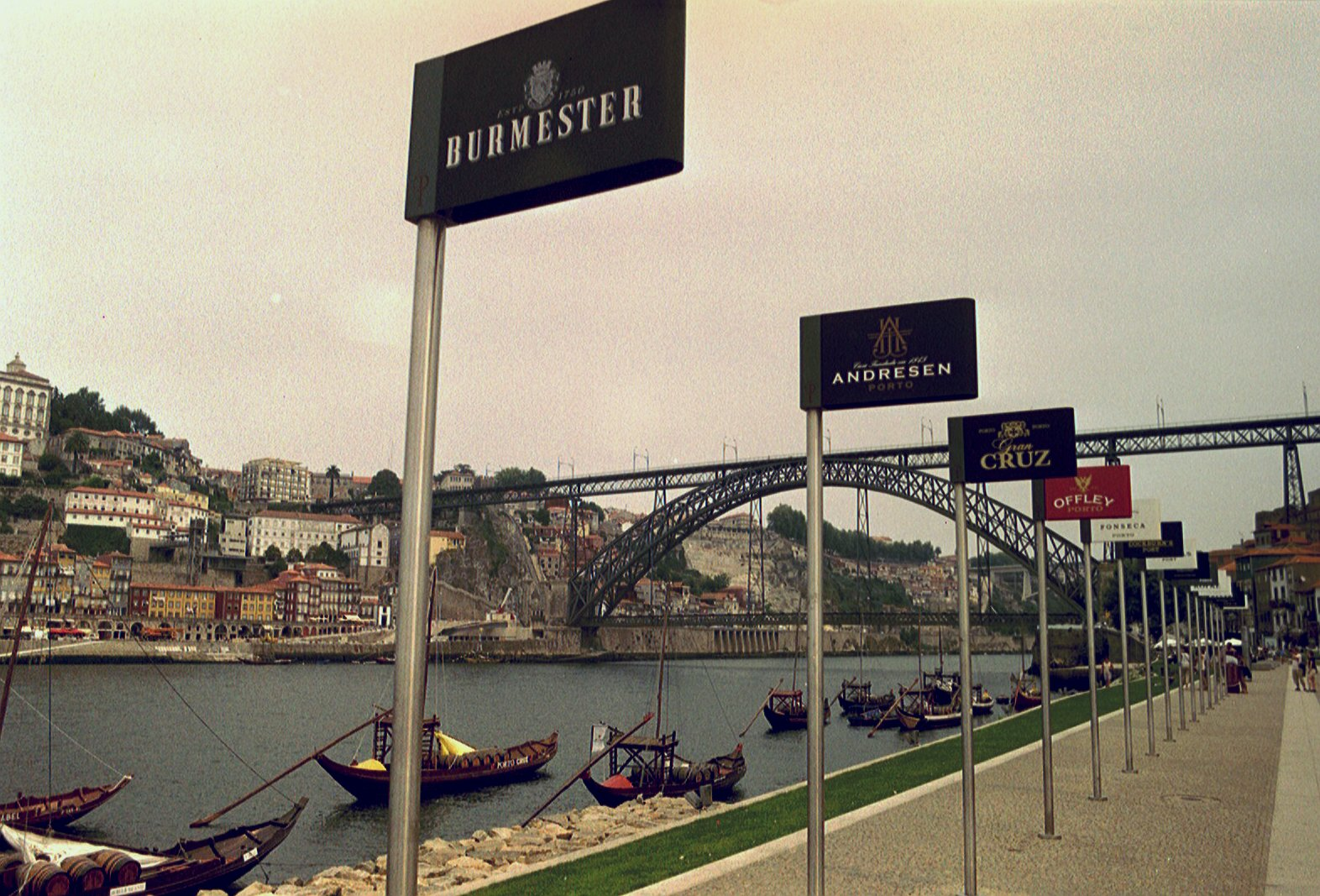
강을 따라 늘어선 포르투 포도주 간판
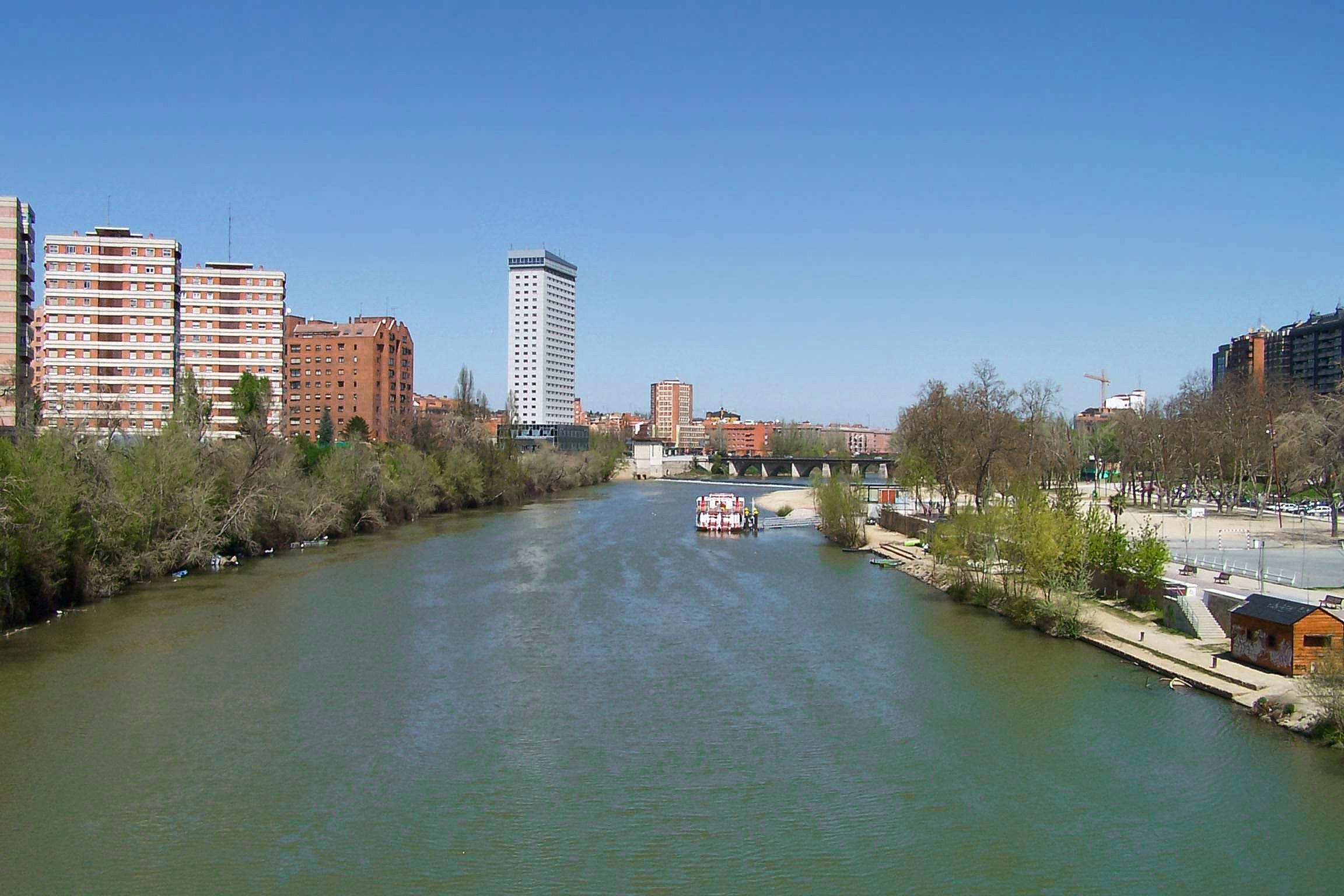